# Frimurarebarnhuset

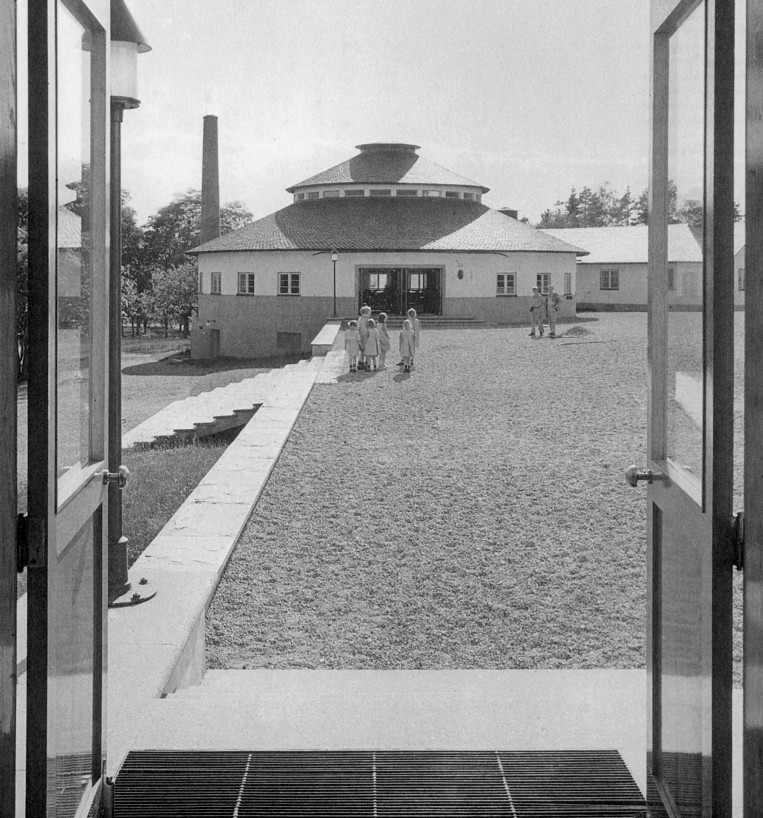
Matsalen "Rotundan" omkring 1935

Frimurarebarnhuset  är en grupp av byggnader i stadsdelen Blackeberg i Bromma inom Stockholms kommun och gränsar till Ljunglöfska slottet. Byggnaderna är ritade i svensk 1920-talsklassicism av arkitekten Hakon Ahlberg.
Frimurarbarnhusets byggnader ligger på mark som Robert Ljunglöf hade ägt. Robert Ljunglöf var son till Knut Ljunglöf, som åren 1890-1893 hade byggt Ljunglöfska slottet. Vid Knut Ljunglöfs död 1920 ärvde Robert Ljunglöf det Ljunglöfska slottet, det vill säga fastigheten med egendomen Blackeberg. Fastigheten Blackeberg såldes till Stockholms stad. Åren 1928-1930 byggdes Frimurarbarnhuset på marken i Blackeberg, med Hakon Ahlberg som arkitekt. År 1930 flyttade verksamheten från frimurarbarnhemmet i Kristineberg till sin nya anläggning i Blackeberg. Det nybyggda barnhemmet i Blackeberg bildade kompletta och helt integrerade livsmiljöer med barnhem och internatskolor. Gemensamma delar i anläggningen var matsal, sjukstuga, verkstäder och skola med kyrksal. De vita byggnaderna ligger i en öppen gruppering i en parkartad trädgård. Byggnaderna har strikt geometriska former med inspiration från nyantiken.
Under åren 1930-1940 fungerade Frimurarbarnhuset som barnhem. Den verksamheten upphörde 1940 och 1946 inlemmades den fastigheten i Blackebergs sjukhus. Idag (år 2008) är Frimurarbarnhusen en del av Blackebergs sjukhus  och inrymmer Västerorts Aktivitetscenter VAC.

## Historik

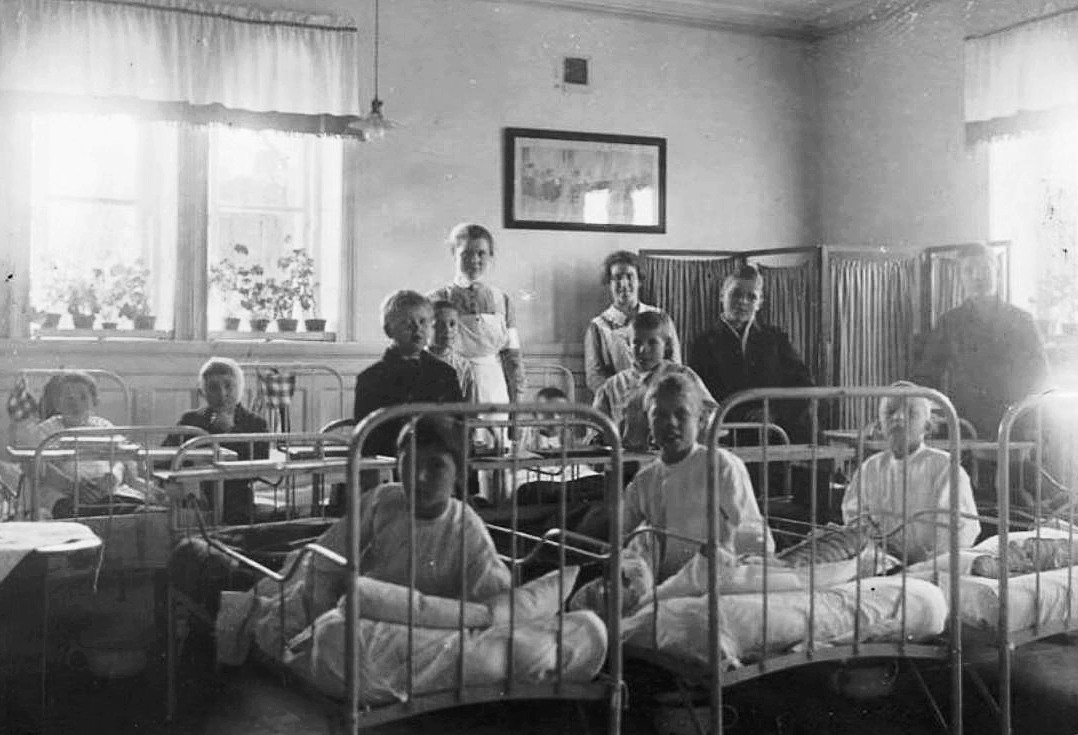
Frimurarbarnhusets barn i anläggningen på Kristineberg, ca 1900.

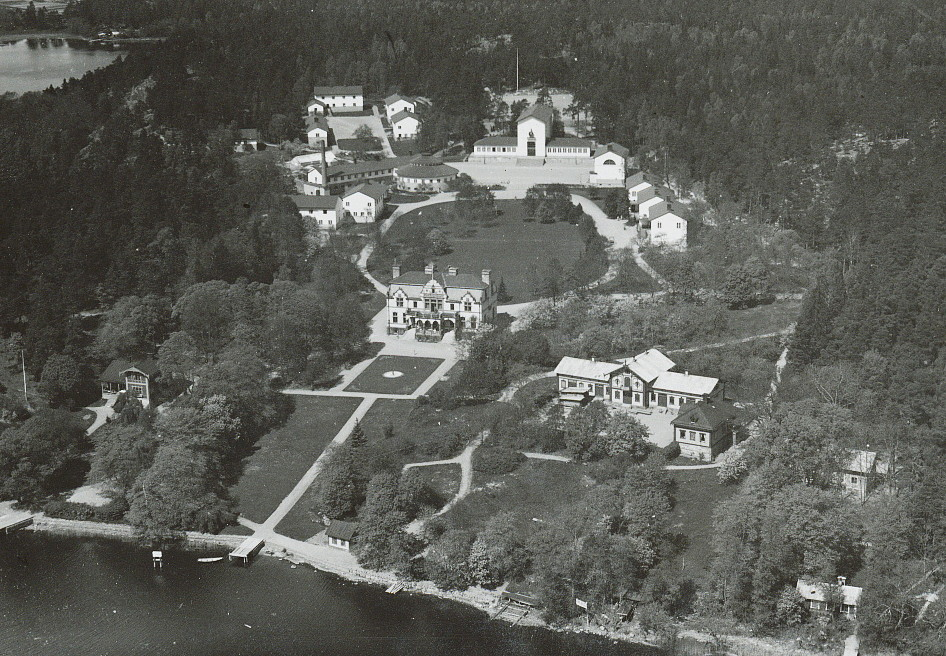
Området i Blackeberg från luften 1935.

### Bakgrund
Frimurarna hade fyra barnhus i Sverige, dessa fanns i Stockholm, Göteborg, Karlskrona och Kristianstad. Frimurarebarnhusen tog hand om barn som blivit föräldralösa, när föräldrarna avlidit. Men det var ännu vanligare att de tog hand om barn till ogifta mödrar. Barnen skulle vara "friska och välartade". Verksamheten började redan på 1700-talet. Rykten spreds att barn, efter att ha intagits på barnhusen, skickades till hundturken. Barn som "försvann" hade troligen dött – barnadödligheten var stor på 1700-talet.
Frimurarebarnhuset i Stockholm inrättades 1753 och fick statliga garantier. År 1867 flyttade verksamheten från kvarteret Brunkhalsen (som omvandlades till Malmtorgsbadet) till Kristinebergs slott på Kungsholmen.

### Uppförande och verksamhet
På 1920-talet köpte Frimurarorden marken i Blackeberg och byggde anläggningen mellan 1928 och 1930 efter arkitekt Hakon Ahlbergs ritningar och invigdes 1930. Byggnaderna fungerade initialt som barnhem och internatskola, men efter drygt tio års verksamhet lades Frimurarebarnhuset ned och 1946 såldes anläggningen till Stockholms stad. Sedan hösten 2012 är Frimurarbarnhusens gamla bostadsdelar och sjukstuga privatbostäder, som innehas med bostadsrätt. Matsalsbyggnaden, kyrksalen och skolan inrymmer Västerorts Aktivitetscenter VAC. 

## Arkitektur
Anläggningen består av tio skilda byggnader, där skolhuset med sin höga entrébyggnad dominerar omgivningen. Utgångspunkt för planeringen var den vidsträckta Ljunglöfska egendomen med Ljunglöfska slottet (”snus-kungen” Knut Ljunglöfs sommarnöje) och parken som sträcker sig ner mot Mälaren. 
Här skapade Ahlberg en grupp av högst varierande byggnader. Det fanns bostadslängor med sju bostadsavdelningar för vardera 24 barn samt föreståndare och biträde, matsalsbyggnad, kyrksal, skola, sjukstuga och verkstäder. Matsalsbyggnaden är rund och där hade alla barn ett fönsterbord. Den vita fasadfärgen och de flacka skiffertäckta sadeltaken håller ihop anläggningen exteriört. Arkitekturen är stram i övergången från svensk 1920-talsklassicism till funktionalism.

## Bilder

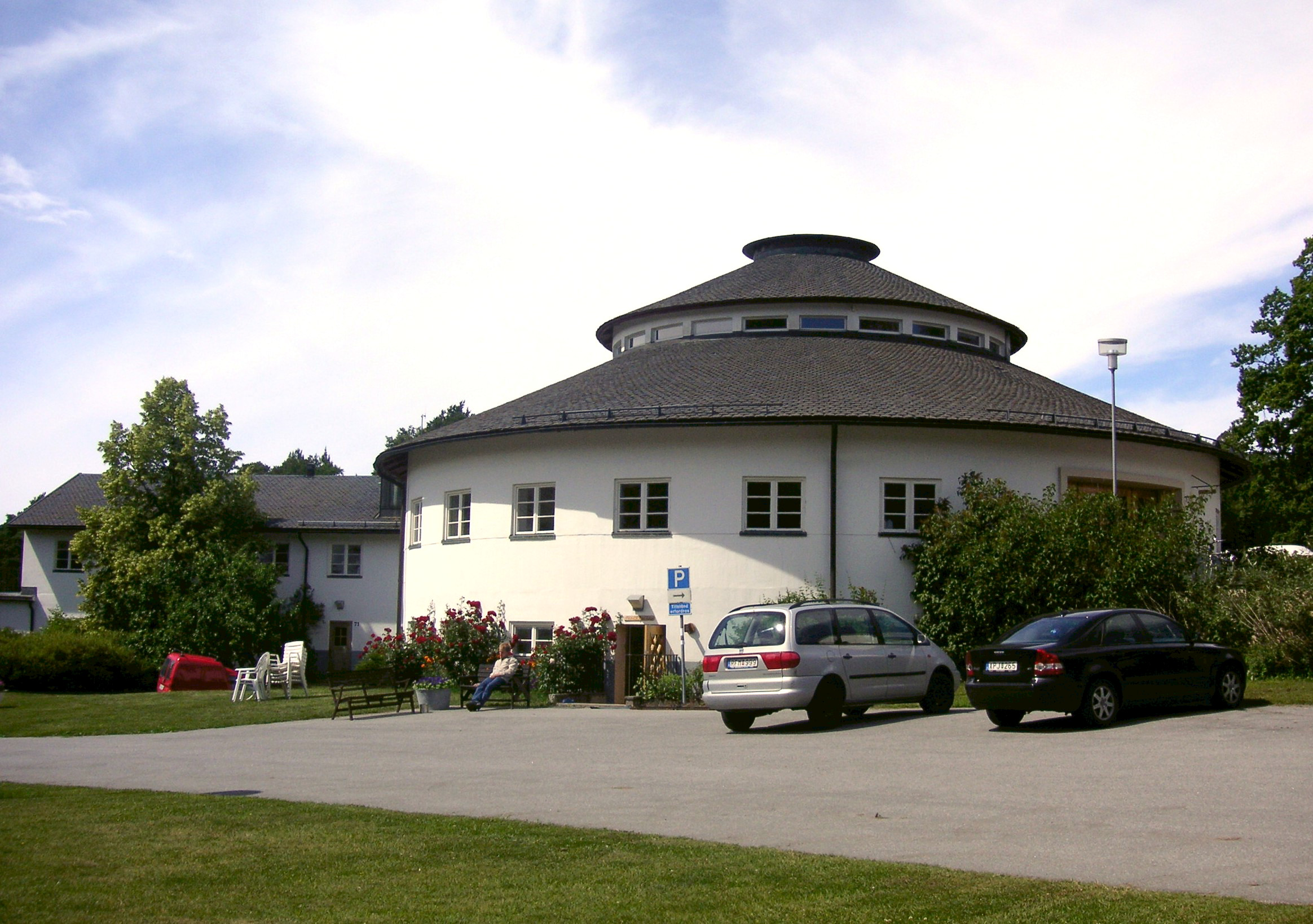
Rotundan - matsalen
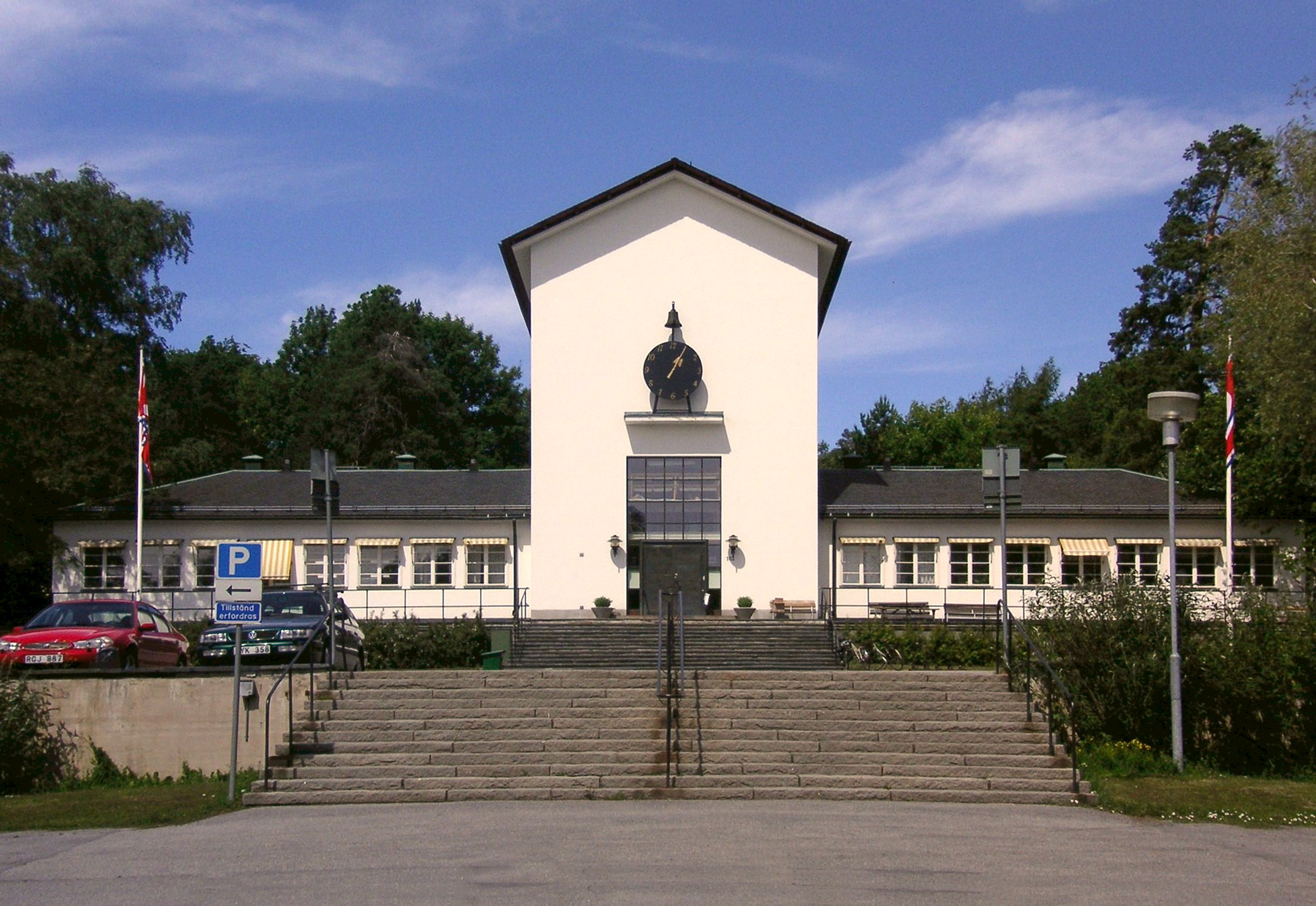
Klockhuset - skola och Klocksalen (ursprungligen kyrksal)
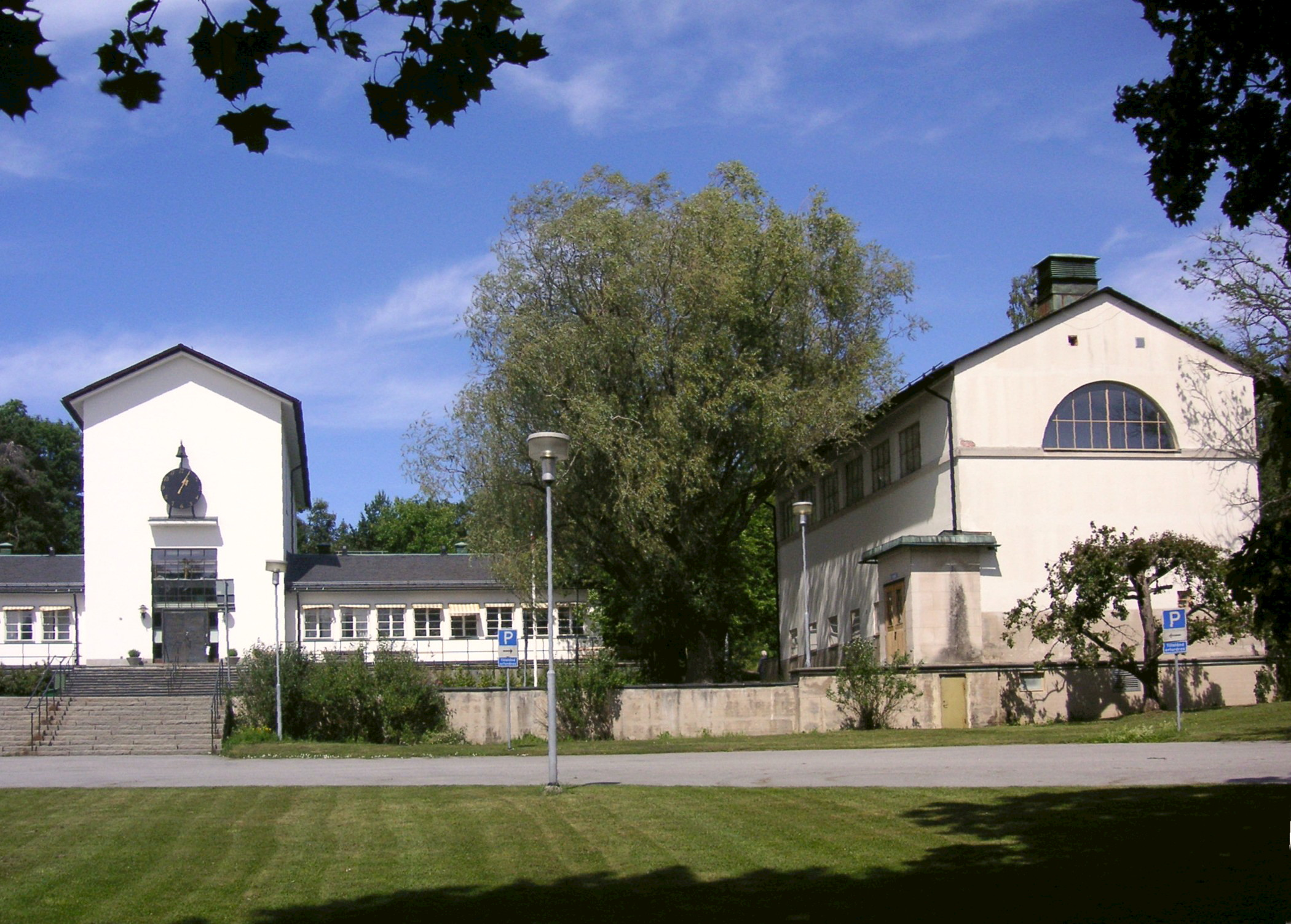
Skola och ekonomibyggnader
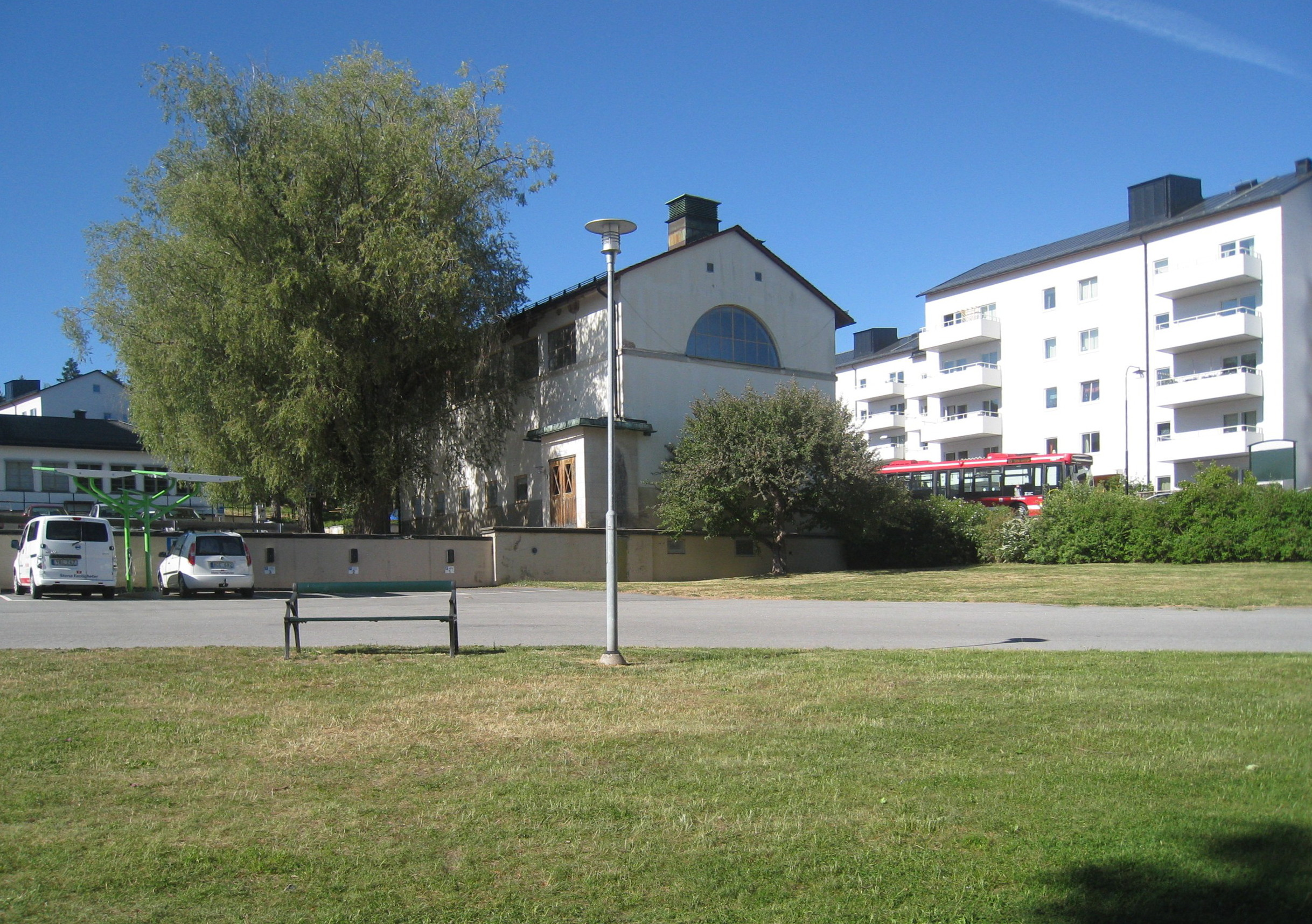
Ekonomibyggnad och Blackebergs bostadshus
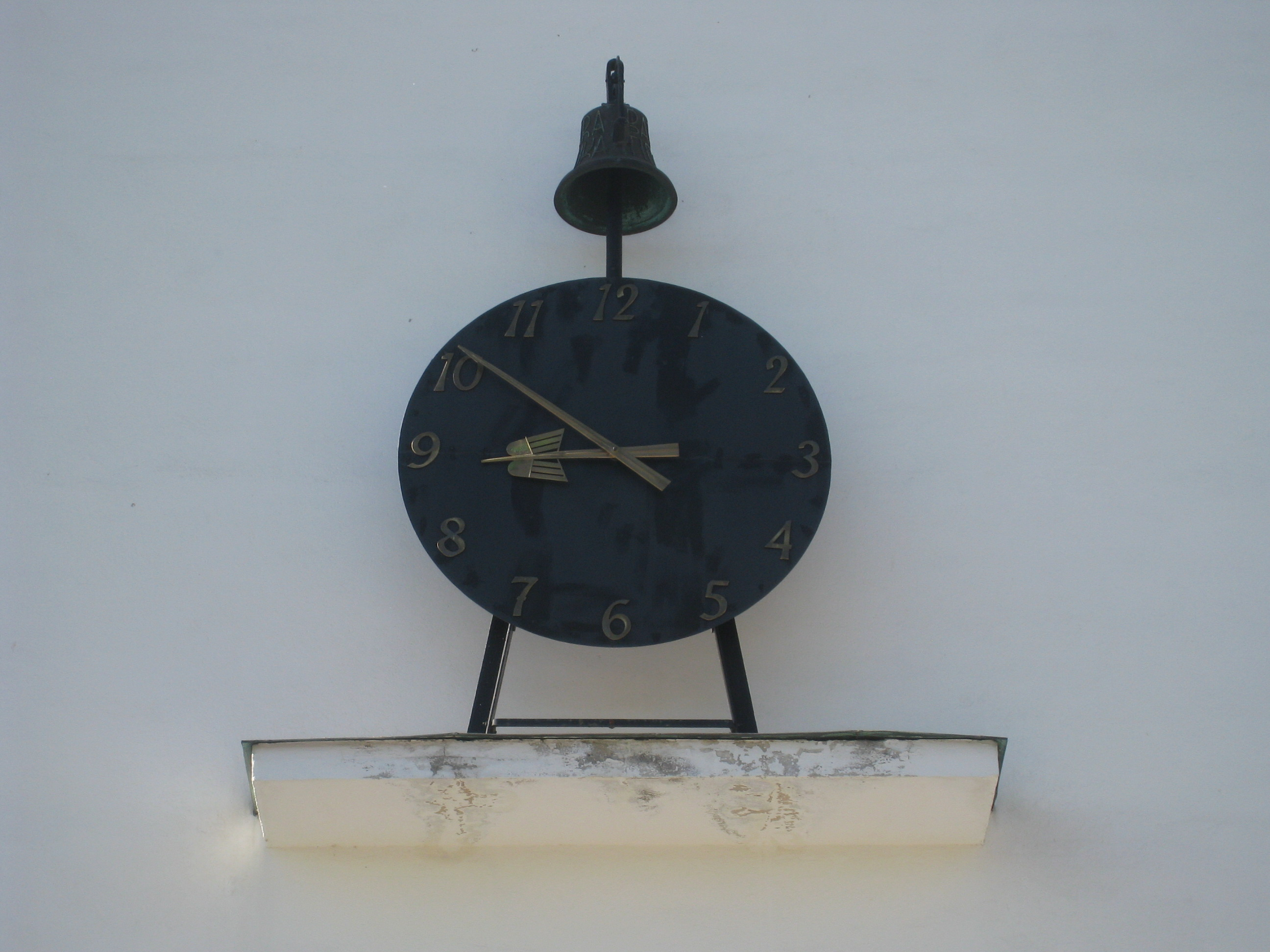
Klockhuset, detalj